# Ebringen
Ebringen település Németországban, azon belül Baden-Württembergben. Lakosainak száma 2963 fő (2023. december 31.). Ebringen Sölden községgel határos.

## Népesség
A település népessége az elmúlt években az alábbi módon változott:
| Lakosok száma | 1634 | 1688 | 1862 | 1887 | 2043 | 2306 | 2593 | 2738 | 2773 | 2963 |
|               | 1961 | 1967 | 1974 | 1980 | 1987 | 1993 | 2000 | 2006 | 2013 | 2023 |